# ويليام ديكسون (لاعب كريكت)
ويليام ديكسون (21 يوليو 1856 في المملكة المتحدة - 26 يناير 1938 في أستراليا) (بالإنجليزية: William Dixon)‏ هو لاعب كريكت نيوزلندي.

## وصلات خارجية
- ويليام ديكسون على موقع إي آس بي آن كريك إنفو (الإنجليزية)